# Joe Budden
Joseph Anthony Budden, född 31 augusti 1980 i Spanish Harlem, New York, mer känd som Joe Budden, är en amerikansk rappare och MC från Jersey City, New Jersey. Han är av puertoricansk härkomst.
Budden debuterade med det självbetitlade albumet Joe Budden (2003). Albumet innehöll bland annat sommarhiten "Pump It Up", "Focus" och "Fire", med Busta Rhymes som gästartist. Albumet sålde i cirka 400 000 exemplar enbart i USA och ytterligare 250 000 världen över.
Budden har senare släppt flera mixtapes. Hans andra album, Padded Room, släpptes den 24 februari 2009.
Joe Budden är nu en aktivt medlem i gruppen Slaughter House med Joell Ortiz, Royce Da 5'9 och Crooked I.
Gruppen är ute på turné just nu de började 04/01/12 i Chicago I Metro United States och har en lång rad stopp tills de avslutar i 05/10/12 Nashville, TN Cannery Ballroom United State.
Buddens främsta förebilder är rapparna The Notorious B.I.G., Tupac Shakur, Too Short och Big Pun. Han finner inspiration i Rakim, Run DMC och LL Cool J:s texter.

## Diskografi
- Joe Budden (2003)
- Padded Room (2009)
- Mood Muzik 4 (2010)
- Rage & The Machine (2016)